# 司马景和
司马景和（5世纪—520年8月24日），名昺，字景和，以字行，河内温县（今河南省温县）人，安平献王司马孚的后裔，东晋侍中、左卫将军、河间景王司马昙之的玄孙，北魏安远将军、丹阳简侯司马叔璠的曾孙，北魏宁朔将军、骠骑府从事中郎、镇西将军、略阳王府长史、宜阳子司马道寿的孙子，北魏宁朔将军、固州镇将、镇东将军、渔阳太守、宜阳子司马元兴的儿子。
司马元兴死后，司马景和承袭了宜阳子的爵位，从给事中稍微升迁至扬州骠骑府长史、清河内史，又升任南梁郡太守。正光元年七月廿五日（520年520年8月24日），司马元兴去世，朝廷赠予左将军、平州刺史，正光元年十一月廿六日丙申（520年12月21日）葬于故乡温城西十五都乡孝义里。其墓志首题《魏故持节左将军平州刺史宜阳子司马使君墓志铭》，于清朝乾隆二十年（1755年）在河南孟县出土，与同时出土的三方墓志并称“四司马墓志”，是魏碑中的名品。

## 夫人
- 孟敬训，出自清河孟氏，中散大夫孟某的幼女，陈郡太守孟某的幼妹[3]